# Guignicourt
Ne doit pas être confondu avec Guignecourt ou Guignicourt-sur-Vence.
Guignicourt est une ancienne commune française, située dans le département de l'Aisne, en région Hauts-de-France.
Elle a fusionné avec Menneville pour former, le 1er janvier 2019; la commune nouvelle de Villeneuve-sur-Aisne dont Guignicourt est désormais le chef-lieu et une commune déléguée.

## Géographie

### Localisation
À vol d'oiseau,  la commune est située à 20,3 km de Reims et à 28,7 km de Laon sur la rive droite de l'Aisne.
Le territoire de la commune est limitrophe de ceux de six communes :
| Amifontaine          | Prouvais    | Menneville |
| Juvincourt-et-Damary | Guignicourt | Menneville |
| Condé-sur-Suippe     | Variscourt  | Menneville |

### Géologie et relief
La superficie de la commune est de 1 774 hectares ; son altitude varie de 51  à   142 mètres.
Guignicourt fait partie de la Champagne picarde, qui géologiquement est une partie de la Champagne crayeuse. Le territoire se caractérise par un plateau au nord au sous-sol crayeux du Crétacé qui s'étend du point le plus haut de la commune, en descendant lentement vers une zone alluviale du Quaternaire au long de la rivière au sud, vers le point le plus bas de la commune. Au nord-est, la commune s'arrête devant une butte-témoin dans la commune de Prouvais, qui culmine à 171 m, et à l'horizon à ouest se dessinent de dix à vingt kilomètres le plateau de Californie et les  monts du Laonnois, qui font partie de la cuesta d’Île-de-France.

### Hydrographie
Les cours d'eau sont l'Aisne et le canal latéral à l'Aisne. Plusieurs nappes souterraines d'eau existent dans la craie. L'eau potable distribuée par le Syndicat intercommunal d’adduction d’eau potable de la région de Guignicourt provient du forage d'une nappe souterraine de la craie du Sénonien.

### Voies de communication et transports

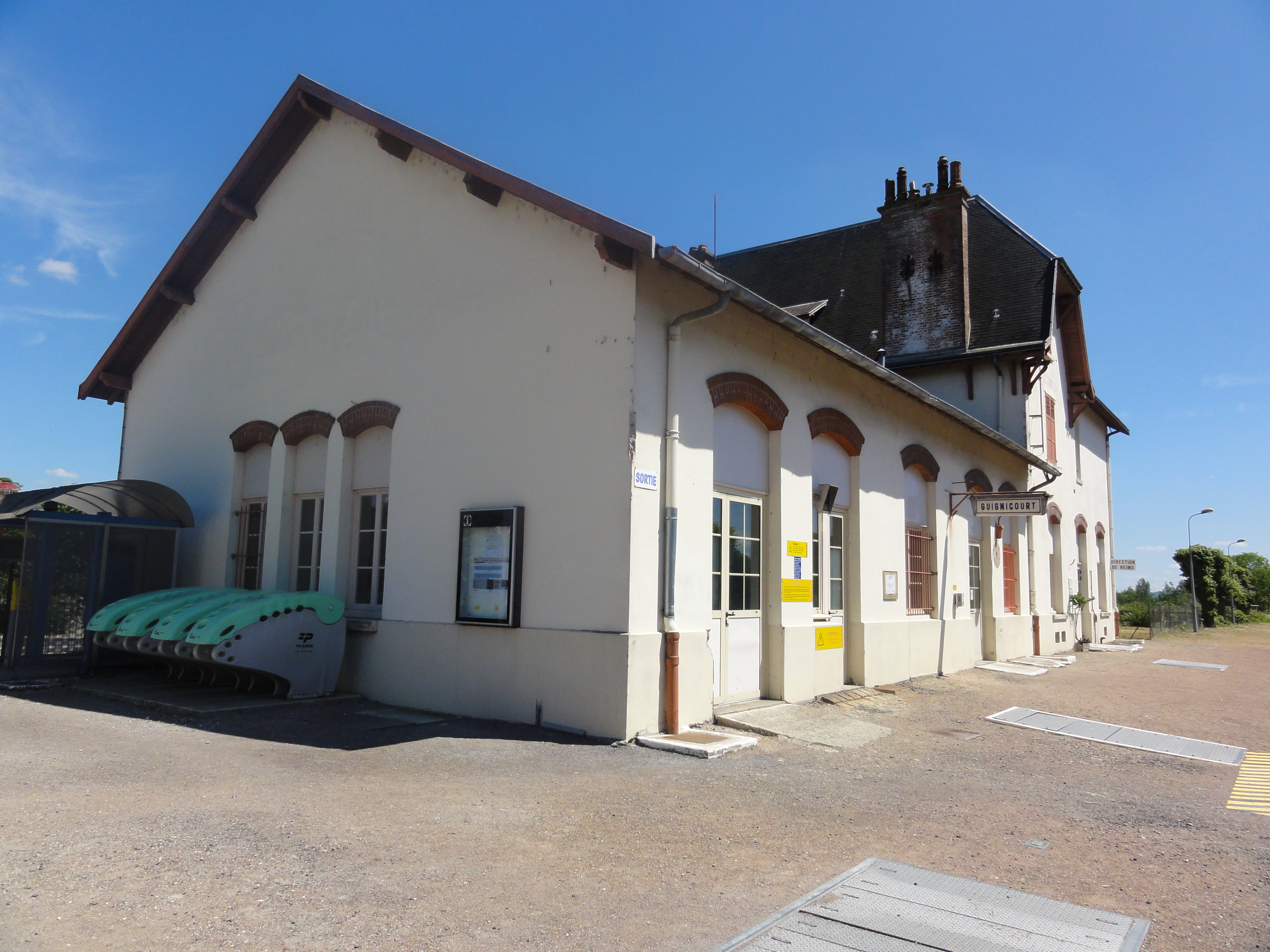
La gare (en juin 2015).

Les routes départementales D 925, D 525 et D 62 traversent le centre du bourg.
Guignicourt est reliée à l'Autoroute A26 (qui forme la limite ouest de la commune) par la D 925 et la sortie no 14 Vallée de l' Aisne. Guignicourt est à 1 h 30 en voiture de Paris par l'A26 et l'A4 et à 2 h en voiture de Lille par l'A26 et l'A1.
La gare de Guignicourt est située sur la ligne de Reims à Laon. Elle est desservie par le TER Grand Est. Guignicourt est à 35 minutes de la gare de Champagne-Ardenne TGV de la LGV Est européenne à Bezannes au carrefour des départements de l'Aisne, des Ardennes et de la Marne.
L'Aisne n'est pas navigable en amont de Guignicourt mais le canal latéral à l'Aisne, créé en 1841, y remédie et forme pour la navigation la jonction entre l'Oise et le canal des Ardennes et, par celui-ci, la Meuse ; et à partir de la confluence des canaux à Berry-au-Bac le canal de l'Aisne à la Marne forme la jonction avec la Marne (rivière).

## Urbanisme

### Morphologie urbaine
Autour du vieux Guignicourt de la Reconstruction après la Première Guerre mondiale, de nouveaux quartiers ont été construits à l'issue de la Seconde Guerre mondiale : 
- en 1963 : Le Vignoble, 42 maisons rouges, maisons mitoyennes en briques, encore tout proche du centre-ville ;
- en 1970 : Dom Pérignon, 105 maisons blanches, la plupart du type mitoyen ;
- en 1982 : Le clos du château, lotissement de 22 pavillons individuels ;
- aux années 1990 : Fleuricourt, 88 maisons ;
- en 1993 : La Croisette, 52 logements dans des petites immeubles résidentielles ;
- à partir de 2006 : ZAC Le Pommerond, (Zac d'habitation)[Note 1], 60 maisons individuelles.

### Logement
En 2012, le nombre total de logements dans la commune était de 1 001, alors qu'il était de 960 en 2007.
Parmi ces logements, 91,8 % étaient des résidences principales, 1,3 % des résidences secondaires et 6,9 % des logements vacants. Ces logements étaient pour 82,5 % d'entre eux des maisons individuelles et pour 17,0 % des appartements.
La proportion des résidences principales, propriétés de leurs occupants était de 69,2 %, en légère augmentation par rapport à 2007 (68,1 %). La part de logements HLM loués vides (logements sociaux) était de 18,0 %.

### Projets d'aménagement
Un projet d'aménagement d'un Écoquartier en Zone d'aménagement concerté (ZAC d'habitation) a été conçu en 2004. En cours d'étude en 2013, le projet nécessite une révision du plan local d'urbanisme, révision en cours en 2015.
Le projet prévoit la construction de 320 maisons sur trois secteurs durant la période 2015-2030 :   
- Bellevue première phase), pour 110 logements ;
- Le Point du Jour (deuxième phase), pour 80 logements ;
- La Butte / Le Moulin (troisième phase), pour 130 logements.

## Toponymie
Auguste Matton expose l'évolution du nom au fil des siècles et il donne des variantes en latin et en langue populaire : Guiinicurtis (de apud Guiinicurtem) en 1082, Winicurtis en 1150, Guinnicourt en 1162, Guinicurt puis Gugnicurt rn 1173, Decanatus de Guignicurte en 1232, Guignicort en 1237, Villa de Guignacuria en 1308, Guignycourt en 1488 et Guygnicourt puis Guignicourt.

## Histoire

### Préhistoire et Antiquité
Lors de travaux dans la ZAC de l'Homme Mort, des fouilles ont permis de découvrir une nécropole de La Tène ancienne et du premier âge du fer. Quelques fouilles moins documentées concernant la Tène ancienne ont été faites vers 1900-1903 et vers 1976.
L'oppidum du Vieux Reims, ancien site gaulois des Rèmes avec un murus gallicus, datant de 120-80 av. J.-C., se trouve à cheval sur les territoires des communes de Condé-sur-Suippe, Guignicourt et Variscourt. La partie de cet oppidum sur le territoire de la commune de Guignicourt a disparu au milieu du XIXe siècle par la construction du canal latéral à l'Aisne, de la sucrerie de Guignicourt, du chemin de fer et son pont.
En plus des fouilles ci-dessus, plusieurs enclos d'origine protohistorique ont été repérés depuis 1970 par inspection aérienne,.

### Époque mérovingienne et carolingienne
Du VIe au IXe siècle, quelques hameaux mérovingiens étaient situés le long de l’Aisne entre Guignicourt et Berry-au-Bac. Un hameau de ce genre, celui du Gué de Mauchamp, dans la commune limitrophe de Juvencourt-et-Damary, se trouve reconstruit dans le Musée des temps barbares à Marle. Des hypothèses sur une église mérovingienne en bois à Guignicourt manquent de confirmation. Probablement la plus ancienne mention écrite d'une église à Guignicourt (Altare apud Guniicurtem) date de 1082, et celle-là était une église en bois.

### Moyen Âge
Selon une charte de 1137, Gautier de Guignicourt (latin :Walterus de Gungicurte) fait une donation à l'abbaye Saint-Martin de Laon. En 1182, Gautier II est seigneur de Guignicourt.
En 1216-1217, les chanoines de Reims veulent collecter pour l'entretien de la cathédrale dans tous les évêchés de l’archevêché. L'évêque de Laon Anselme de Mauny ne donne pas son consentement; l’archevêque de Reims Albéric de Humbert passe outre et envoie des quêteurs directement aux paroisses. Le doyen de Guignicourt et les curés de Prouvais et Neufchâtel refusent, ce qui amène l’archevêque à excommunier ces curés, qui appellent au pape Honorius III. Le pape lève l'excommunication et blâme l’archevêque.

### Temps modernes
De 1477 jusqu'au milieu du XVIIIe siècle, plusieurs branches de la famille Bezannes sont seigneurs en partie de Guignicourt et/ou de Prouvais. Catherine Claire Julie de Bezannes, dame de Prouvais, épouse en 1715 Hérard du Cauzé, seigneur de Nazelle.
Par sa mère Catherine de Bezannes, Louis-Charles-Victor du Cauzé devient, en 1747-1748 environ, seigneur de Prouvais. Louis-Charles-Victor du Cauzé de Nazelles (1716-1791), seigneur vicomte de Prouvay, Guignicourt, Menneville, Bignicourt, Proviseux, Balignac, Neufchatel, Lépine, Soudron, Courtison en partie, est mousquetaire de la garde ordinaire du roi en 1732, capitaine au régiment de Caraman dragons en 1742, chevalier de Saint-Louis en 1747, lieutenant du roi à Châlons-sur-Marne en 1767. Il obtint en 1753 l'érection de l'ancien comté de Neufchâtel-sur-Aisne uni à la seigneurie de Guignicourt en marquisat du Cauzé de Nazelle. Il est l'ancêtre de plusieurs maires de Guignicourt,.
Le château de Guignicourt était propriété des marquis du Cauzé de Nacelle. Le château a disparu, mais la ferme du château et le parc du château existent toujours fin 2015.

### Époque contemporaine
Chemins de fer et ponts

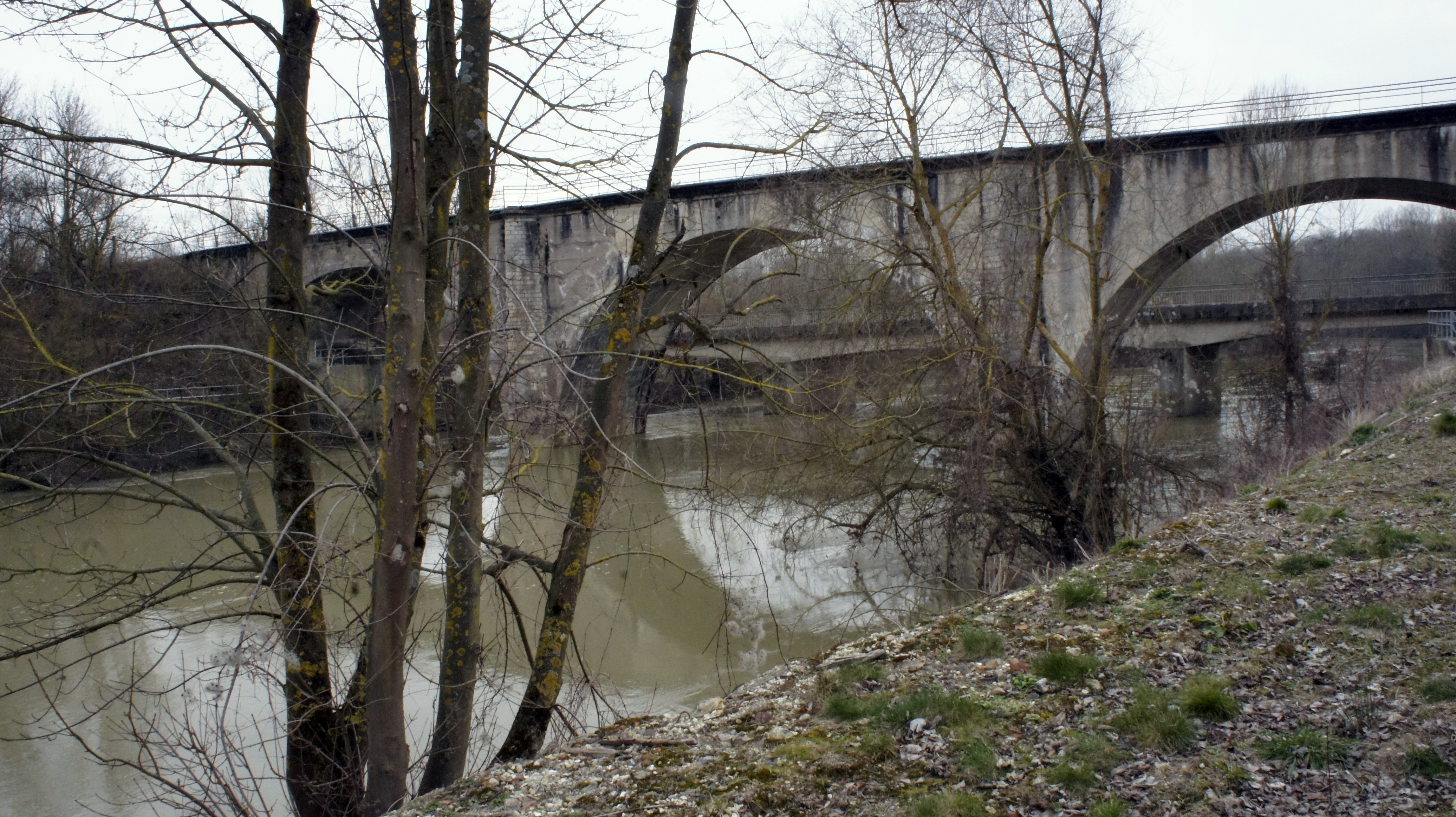
Le pont ferroviaire et le pont routier en 2013.

En 1857, la compagnie des chemins de fer des Ardennes met en service les 52 kilomètres de la ligne de Reims à Laon en 1857, le 31 août pour les voyageurs et le 15 octobre pour les marchandises. La station de « Guignicourt » dessert le village de Guignicourt, qui a alors 580 habitants
Pour le chemin de fer et pour remplacer le bac, un pont  mixte rail-route à culée perdue et à deux étages est construit en 1856. Cet ouvrage d'art de l'ingénieur Mantion est assez remarquable. Le pont routier à poids limité est suspendu à mi-hauteur et passe par deux tunnels sous les arches du pont ferroviaire. La route est à péage, parmi ceux qui sont exempts du péage sont le préfet, les écoliers et les prisonniers. Le pont a une valeur stratégique militaire de ravitaillement et de transport des troupes ; il a survécu à un temtative de le faire sauter en 1870-1871, et a connu des destructions et des reconstructions pendant la guerre de 1914-1918, puis le pont mixte est remplacé après la guerre par deux ponts qui subiront de nouveau des dévastations en 1939-45.
En 1905, la compagnie des chemins de fer de la Banlieue de Reims ouvre la section à voie métrique Berry-au-Bac-Guignicourt-Asfeld de la ligne de chemin de fer secondaire Soissons-Rethel. Pour cette voie, un deuxième pont ferroviaire sur l'Aisne est construit. Après la Première Guerre mondiale, la section Soissons-Guignicourt est remise en état à voie normale, elle utilise un nouveau tracé contournant le village par sa périphérie nord-est. Après le bombardement du 14 mai 1940, la ligne est fermée. Seul le tronçon Guignicourt-Evergnicourt (7 km) est remis en état pour desservir la papeterie d'Evergnicourt. Ce tronçon est fermé en 1987.
La guerre franco-allemande de 1870
En 1870, après la défaite française à Sedan, le 1er septembre, la division wurtembergeoise de l'armée allemande occupe le pont intact de Guignicourt le 4 septembre et, craignant une attaque française, les Allemands y installaient une garnison permanente aux frais des communes environnantes. Les 30 000 hommes de l'armée du général Vinoy en route pour le front, mais obligés de se retirer, ne pouvant pas prendre le train à Guignicourt, trouvent quand même un retrait heureux en doublant les étapes et parviennent à rallier Paris les 7-9 septembre.
Sucrerie de Guignicourt
Dans la deuxième moitié du XIXe siècle, la culture de la betterave à sucre fait son entrée dans la vallée de l'Aisne et des sucreries vont être ouvertes. En 1892, la Sucrerie de Guignicourt est créée. Le bâtiment est détruit pendant la guerre 1914-1918 et reconstruit après avec les indemnités des dommages de guerre de l'ancienne sucrerie de Berry-au-Bac dite « de Moscou », située de l'autre côté du canal et également détruite. Guignicourt, mieux placé par rapport au chemin de fer, drainait alors l'activité économique du Berry-au-Bac d’avant 1914. La sucrerie va faire partie de la Société Sucrière du Nord-Est qui à son tour est intégrée en 1992 dans la Générale sucrière. Celle-ci est renommée Saint Louis Sucre en 1998 et intégrée dans Südzucker en 2001. Dans le cadre de la réforme du secteur sucrier de l'Union Européenne, la sucrerie de Guignicourt ferme ses portes en 2007-2008. En 2012-2013, l'ancienne tour diffusion de la sucrerie de Guignicourt est démontée, transférée et remontée à la sucrerie de Roye.
Première Guerre mondiale
Le village a été sévèrement touché pendant la Première Guerre mondiale.
Le 1er septembre 1914, les Français font exploser le pont du chemin de fer de Guignicourt. Le 2 septembre, les Allemands arrivent à Guignicourt. À la fin de la première bataille de la Marne et après des efforts de contre-attaque par l'armée française dans la semaine du 8 au 16 septembre 1914 (première bataille de l'Aisne), Guignicourt fut occupée par les Allemands et restera occupée jusqu'au 12 octobre 1918. Pendant cette occupation, les Allemands rebaptisent la rue principale de Guignicourt Kaiser-Wilhelm-Straße (l'actuelle rue de la Libération). La ligne de front principale se situe longtemps à environ six kilomètres de Guignicourt, qui est un lieu de détente pour les soldats allemands du front. Le village, qui subit plusieurs attaques de l'artillerie française, devient un point de ravitaillement de l’armée allemande.
Le 30 septembre 1915, les avions français lancent 72 bombes sur la gare de Guignicourt, et sur la bifurcation du chemin de fer de Guignicourt à Amifontaine. Le 8 octobre 1915, les batteries françaises incendient la gare de Guignicourt.
Pendant la bataille du Chemin des Dames en 1917 et la seconde bataille de la Marne en 1918, Guignicourt, dont la population est évacuée vers Namur, est progressivement détruite, reste aux mains des Allemands et le village ne sera libéré par les Français que le 12 octobre 1918. Un cimetière provisoire avait été aménagé à Guignicourt ; après la guerre, les corps ont été transférés à la nécropole nationale de Berry-au-Bac.
Le village est considéré comme détruit à la fin de la guerre et a  été décoré de la Croix de guerre 1914-1918, le 17 octobre 1920.
La Reconstruction
Guignicourt, presque complètement détruite, se trouvait dans la zone rouge des séquelles de guerre. Plusieurs de ses habitants ont joué un rôle actif dans la reconstruction dans le Laonnais, qui a duré presque tout l'interbellum. En octobre 1920, l'Union laonnaise des Coopératives de reconstruction est créée; Alfred Barbarre, directeur de la sucrerie de Guignicourt en est le premier président de 1920 à sa mort en 1935; un des quatre bureaux de l'Union se trouve à Guignicourt. On fait venir des travailleurs immigrants des Pays-Bas, Belgique, Pologne etc, dont plusieurs ont fait souche dans la commune. L'architecte Ernest Hug dresse les plans de nombreuses maisons de ce qui est maintenant le vieux Guignicourt. En 1921, le conseil municipal, qui siège dans un bâtiment provisoire, espérant une reconstruction rapide de l'église Saint-Pierre, vote pour la déclarer monument historique. Malgré cela, l'église ne sera reconstruite qu'en 1932 sous l'architecte départemental Paul Müller.
Seconde Guerre mondiale
Pendant la Seconde Guerre mondiale, au début de la bataille de France (10 mai - 22 juin 1940), le 14 mai 1940, jour du bombardement de Rotterdam et de la capitulation des Pays-Bas, et tandis que les Français essayent en vain d'arrêter l'invasion allemande en Belgique (bataille de Hannut, bataille de Gembloux), les Allemands bombardent déjà la gare de Guignicourt. Lors de ce bombardement, 24 hommes du 10e bataillon de chasseurs à pied, par train en route vers le front en Belgique, furent tués et 54 de leurs camarades blessés, dont 15 succombent les jours suivants. Deux plaques dans la gare commémorent ce drame et le 8 mai 2015, la place devant la gare est baptisée en leur honneur : Place du 10e-BCP.
Le 15 mai 1940, les troupes allemandes entrent dans l'Aisne.
Fusion de communes
Les deux conseils municipaux, après une réunion publique tenue le 13 septembre 2018, ont demandé les 17 et 19 septembre 2018 la fusion de leurs communes dans un contexte de baisse des transferts financiers de l'État, malgré la protestation de certains habitants.
La fusion est ainsi décidée par un arrêté préfectoral du 29 novembre 2018, qui a pris effet 29 novembre 2018
À cette date, Guignicourt est devenu le chef-lieu et une commune déléguée de la commune nouvelle de Villeneuve-sur-Aisne, .

## Politique et administration

### Rattachements administratifs et électoraux
Guignicourt se trouve dans l'arrondissement de Laon du département de l'Aisne. Pour l'élection des députés, elle fait partie depuis 1958 de la première circonscription de l'Aisne.
Elle faisait partie depuis 1793 du canton de Neufchâtel-sur-Aisne. Dans le cadre du redécoupage cantonal de 2014 en France, Guignicourt devient le bureau centralisateur du canton de Guignicourt

### Intercommunalité
Guignicourt faisait partie jusqu'à la fusion de 2019 de la communauté de communes de la Champagne Picarde, créée  fin  1995.
En 2018, elle était également mmbre des établissements publics de coopération intercommunale (EPCI) suivants : 
- SIVU de gestion du complexe sportif de Guignicour-, qui, en 2018, regroupe 16 communes ;
- SIVU d’adduction d’eau potable de la région de Guignicourt (SIAEP de Guignicourt), qui regroupe sept communes en 2018 ;
- SIVU pour la gestion du bassin versant de l'Aisne axonaise non navigable et de ses affluents (ex-SIGMAA), (autrefois Syndicat intercommunal de gestion et de mise en valeur de l’Aisne axonaise), qui regroupe 34 communes en 2018 ;
- l'union des secteurs d'énergie du département de l'Aisne (USEDA), un syndicat mixte ouvert (SMO) qui compte 793 communes en 2018.

### Administration municipale
Le nombre d'habitants au dernier recensement étant compris entre 1 500 et 2 499, le nombre de membres du conseil municipal est de 19.

### Liste des maires
| Période | Période       | Identité           | Étiquette | Qualité |
| ------- | ------------- | ------------------ | --------- | --- |
| 1945    | 1953          | Eugène Bérault     |           | |
| 1953    | 1965          | Louis Bertaux      |           | |
| 1965    | 1971          | Jean Michelet      |           | |
| 1971    | 1999          | Jean Thouraud      |           | Chef d'entreprise Conseiller général de Neufchâtel-sur-Aisne (1985 → 2001)                                                      |
| 1999    | décembre 2018 | Philippe Timmerman | DVD       | Contrôleur financier Conseiller général de Neufchâtel-sur-Aisne (2001 → 2015) Conseiller départemental de Guignicourt (2015 → ) |

### Liste des maires délégués
| Période      | Période                   | Identité           | Étiquette | Qualité                                                                                               |
| ------------ | ------------------------- | ------------------ | --------- | --- |
| janvier 2019 | En cours (au 27 mai 2020) | Philippe Timmerman | DVD       | Contrôleur financier Conseiller départemental de Guignicourt (2015 → ) Réélu pour le mandat 2020-2026 |

### Jumelages et partenariats
Au 15 novembre 2015, Guignicourt n'est jumelée avec aucune commune.
Toutefois, Guignicourt a établi un partenariat avec Illerrieden, commune de Bade-Wurtemberg, Allemagne, officialisé les 27-28 septembre 1986 à Illerrieden et les 11-12 octobre 1986 à Guignicourt. Dans ce cadre, l'association « Les Amis d’Illerrieden » organise des échanges culturels et sportifs entre les deux communes.

## Population et société

### Démographie
L'évolution du nombre d'habitants est connue à travers les recensements de la population effectués dans la commune depuis 1793. Pour les communes de moins de 10 000 habitants, une enquête de recensement portant sur toute la population est réalisée tous les cinq ans, les populations de référence des années intermédiaires étant quant à elles estimées par interpolation ou extrapolation. Pour la commune, le premier recensement exhaustif entrant dans le cadre du nouveau dispositif a été réalisé en 2008.

En 2022, la commune comptait 2 272 habitants, en évolution de +3,32 % par rapport à 2016 (Aisne : −1,97 %, France hors Mayotte : +2,11 %).
| 1793 | 1800 | 1806 | 1821 | 1831 | 1836 | 1841 | 1846 | 1851 |
| ---- | ---- | ---- | ---- | ---- | ---- | ---- | ---- | ---- |
| 293  | 296  | 339  | 335  | 477  | 465  | 466  | 468  | 494  |

| 1856 | 1861 | 1866 | 1872 | 1876 | 1881 | 1886 | 1891 | 1896 |
| ---- | ---- | ---- | ---- | ---- | ---- | ---- | ---- | ---- |
| 580  | 531  | 502  | 550  | 540  | 571  | 576  | 555  | 581  |

| 1901 | 1906 | 1911 | 1921 | 1926  | 1931  | 1936  | 1946  | 1954  |
| ---- | ---- | ---- | ---- | ----- | ----- | ----- | ----- | ----- |
| 682  | 751  | 777  | 689  | 1 084 | 1 296 | 1 311 | 1 192 | 1 256 |

| 1962  | 1968  | 1975  | 1982  | 1990  | 1999  | 2006  | 2008  | 2013  |
| ----- | ----- | ----- | ----- | ----- | ----- | ----- | ----- | ----- |
| 1 312 | 1 411 | 1 917 | 2 002 | 2 008 | 2 203 | 2 149 | 2 134 | 2 198 |

| 2018  | 2022  | - | - | - | - | - | - | - |
| ----- | ----- | - | - | - | - | - | - | - |
| 2 211 | 2 272 | - | - | - | - | - | - | - |

### Enseignement
Guignicourt est située dans l'académie d'Amiens.
Elle administre une école maternelle (114 élèves en 2015-2016) et une école élémentaire (215 élèves en 2015-2016) communales.
Le département gère un collège : le collège Alexandre-Dumas.

### Culture
Les habitants disposent d'un centre intercommunal d'éducation musicale (CIEMG) et d'une chorale « La Cantilaisne »[réf. nécessaire].

### Manifestations culturelles et festivités
Annuellement, Guignicourt organise le concours des maisons fleuries en mai, la fête de l'art sur les bords de l’Aisne en juin, une brocante en septembre, une soirée beaujolais nouveau en novembre. Tous les deux ans, aux années paires, l'association Les Ateliers des Bords de l’Aisne organise l'exposition de peinture Salon d’Automne.
Depuis 2013, un marché de Noël, un spectacle de Noël pour les enfants et un concours des maisons illuminées sont organisés.

### Santé
Trois médecins généralistes et deux dentistes exercent à Guignicourt[Quand ?]. L'« Espace santé » regroupe quatre services de santé : un cabinet infirmier, une sage-femme , une psychologue-psychothérapeute et un cabinet d'ostéopathie[réf. nécessaire].

### Sports
La commune compte plusieurs équipements[Quand ?], parmi lesquels trois stades de football (stade René-Masclaux, stade Jean de Graeve et stade du collège), et plusieurs clubs sportifs : école d'Attelage Guignicourtoise, association Randolibre 02, Billard Club, Bridge Club, club de gym, compagnie des archers, club de tennis de table, footing Loisirs Guignicourtois (course à pied), Guignicourt Union sportive (club de tennis), Judo club, Majorettes, TGVS (Team Guignicourt Vallée de la Suippe, club cycliste), Union Sportive de Guignicourt Football[réf. nécessaire].
En 2009-2010, l'équipe de football a atteint le 4e tour de la Coupe de France, avec notamment des triplés de David Lefevère et de Guillaume Darcy ; en 2011-2012, elle a atteint la finale de coupe de l'Aisne pour la deuxième fois de son histoire à Laon contre Villeneuve-Saint-Germain (DH) et en 2015-2016, le sixième tour de la Coupe de France, éliminé en prolongation par le club de Creil (PH)[réf. nécessaire].
Marc Porcel[Qui ?] publie un livre en 2017 sur l'épopée de l'US Guignicourt avec notamment Eric Martin et Alexandre Parant en acteurs principaux[réf. nécessaire].

### Médias
Le Bulletin communal Guignicourt Infos est édité depuis 1989.

### Cultes
Le territoire de la commune dépend de la paroisse catholique « Saint-Pierre Saint-Paul des Trois Rivières » au sein du diocèse de Soissons. Cette paroisse couvre les territoires de 18 communes dont Guignicourt. Le culte catholique est célébré une ou deux fois par mois dans l'église paroissiale.

## Économie

### Zones d'activité
La commune possède un parc d'activité commerciale qui se situe à l'ouest du village proche de l'autoroute : « ZA le Champ Roland » (Pôle d'activité du Champ Roland), en cours de commercialisation en 2015. Il englobe la ZAC de L'Homme Mort.

### Revenus de la population et fiscalité
En 2011, le revenu fiscal médian par ménage était de 29 325 €, ce qui plaçait Guignicourt au 17 074e rang parmi les 31 886 communes de plus de 49 ménages en métropole.
En 2012, 63,2 % des foyers fiscaux étaient imposables.

### Emploi
En 2012, la population âgée de 15 à 64 ans s'élevait à 1 312 personnes, parmi lesquelles on comptait 75,8 % d'actifs dont 66,4 % ayant un emploi et 9,4 % de chômeurs.
On comptait 735 emplois dans la zone d'emploi, contre 674 en 2007. Le nombre d'actifs ayant un emploi résidant dans la zone d'emploi étant de 877, l'indicateur de concentration d'emploi est de 84,2 %, ce qui signifie que la zone d'emploi offre moins d'un emploi par habitant actif.

### Entreprises et commerces
Au 31 décembre 2012, Guignicourt comptait 159 établissements : 9 dans l’agriculture-sylviculture-pêche, 11 dans l'industrie, 14 dans la construction, 100 dans le commerce-transports-services divers et 25 étaient relatifs au secteur administratif.
En 2014, 11 entreprises ont été créées à Guignicourt, dont 9 par des autoentrepreneurs.

## Culture locale et patrimoine

### Lieux et monuments
La commune compte un monument répertorié à l'inventaire des monuments historiques et un lieu répertorié à l'inventaire général du patrimoine culturel:
- l'église Saint-Pierre du XIIe siècle est classée à l'inventaire des monuments historiques depuis le 10 février 1921[63]. Dans l'église une plaque commémore les militaires et civils de la guerre 1914-18 ;
- le parc du château contient des « jardins remarquables »[64].

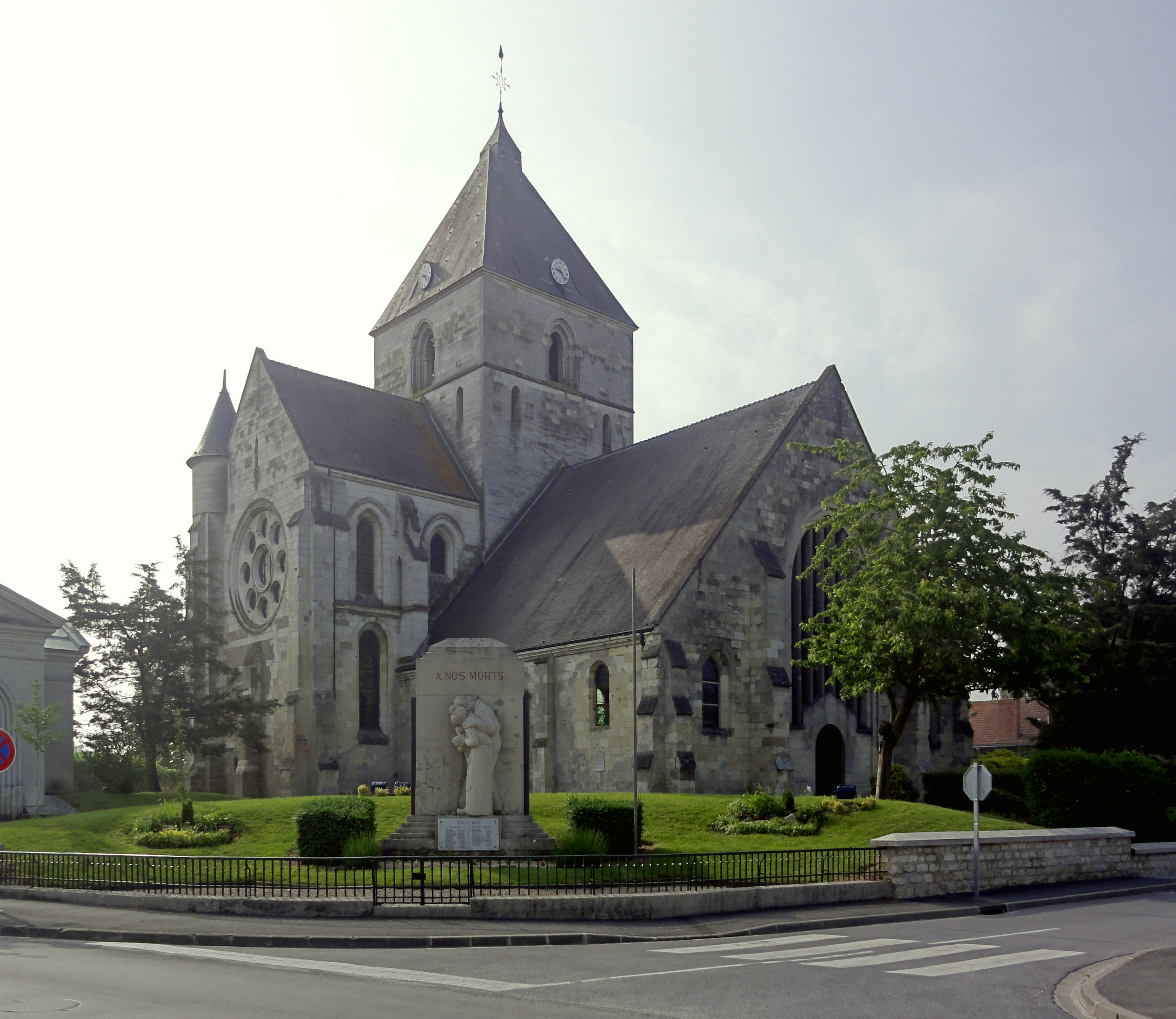
L'église Saint-Pierre.
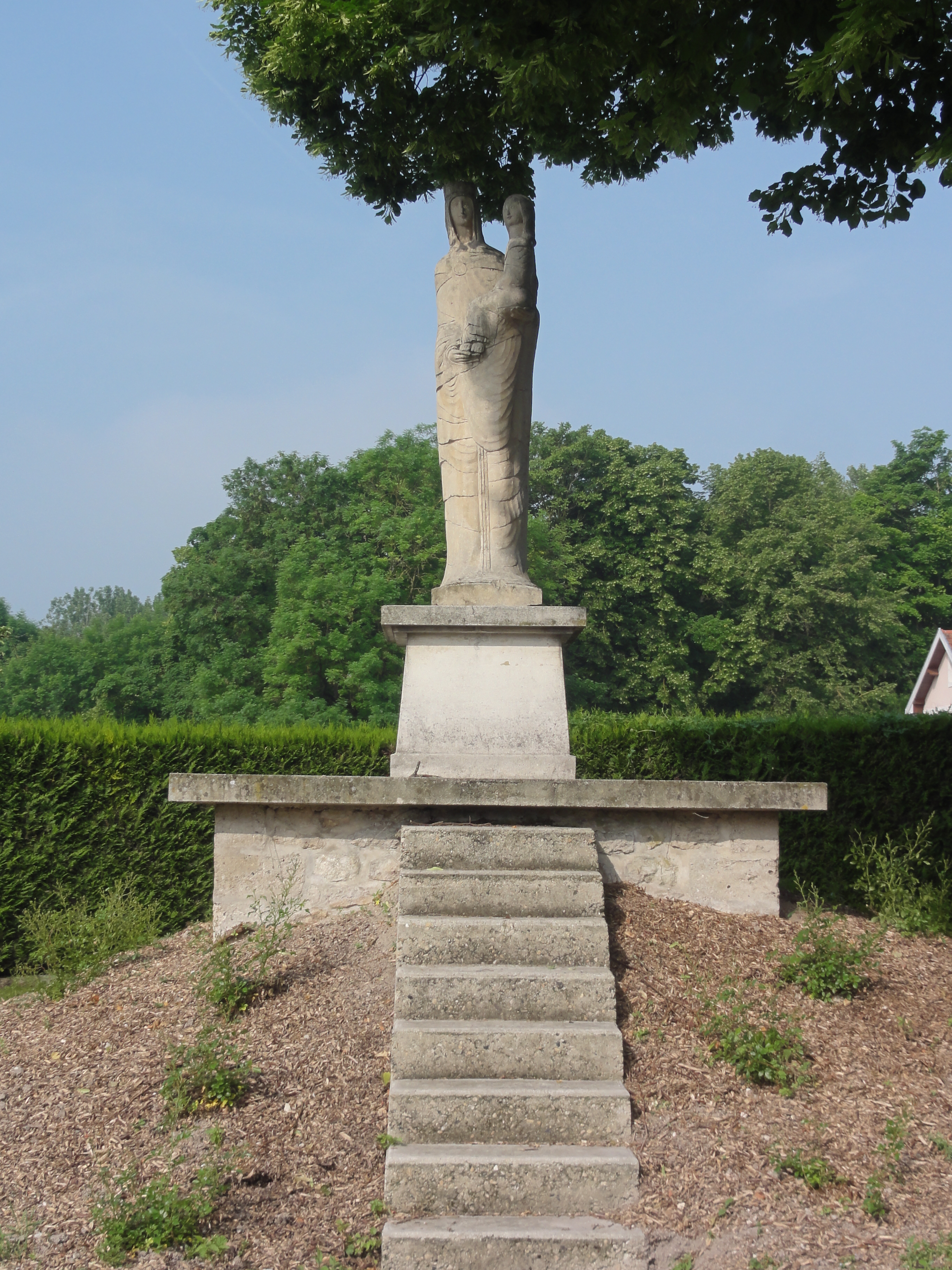
Statue de la Vierge à l'enfant.

Les mémoriaux de guerre sont : 
- le monument aux morts devant l'église, inauguré le 20 septembre 1924 [M 5],[65].
- la plaquette des morts du guerre[pas clair] dans l'église,
- les plaques commémoratives à la gare pour les employés SNCF victimes de la guerre 1939-45 et les soldats victimes du bombardement du 14 mai 1940,
- la Croix de Sarajevo, inaugurée dans l'ancien cimetière du bourg le 11 novembre 2008 à Guignicourt après avoir été édifiée par des officiers de l'armée française à Sarajevo , pour rappeler les morts des Guerres de Yougoslavie, ainsi que de tous ceux dont la tombe est oubliée[M 6].

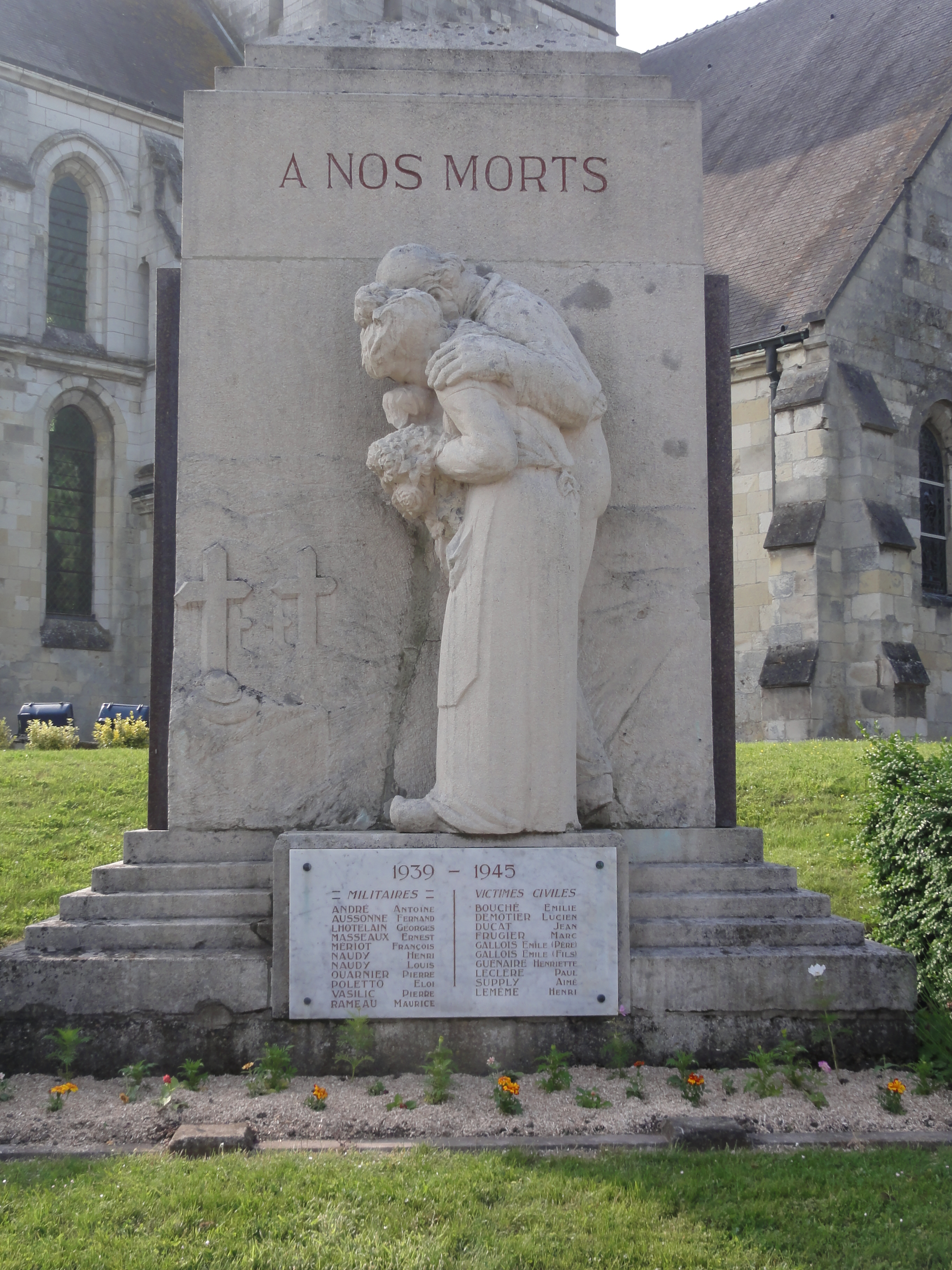
Monument aux morts.
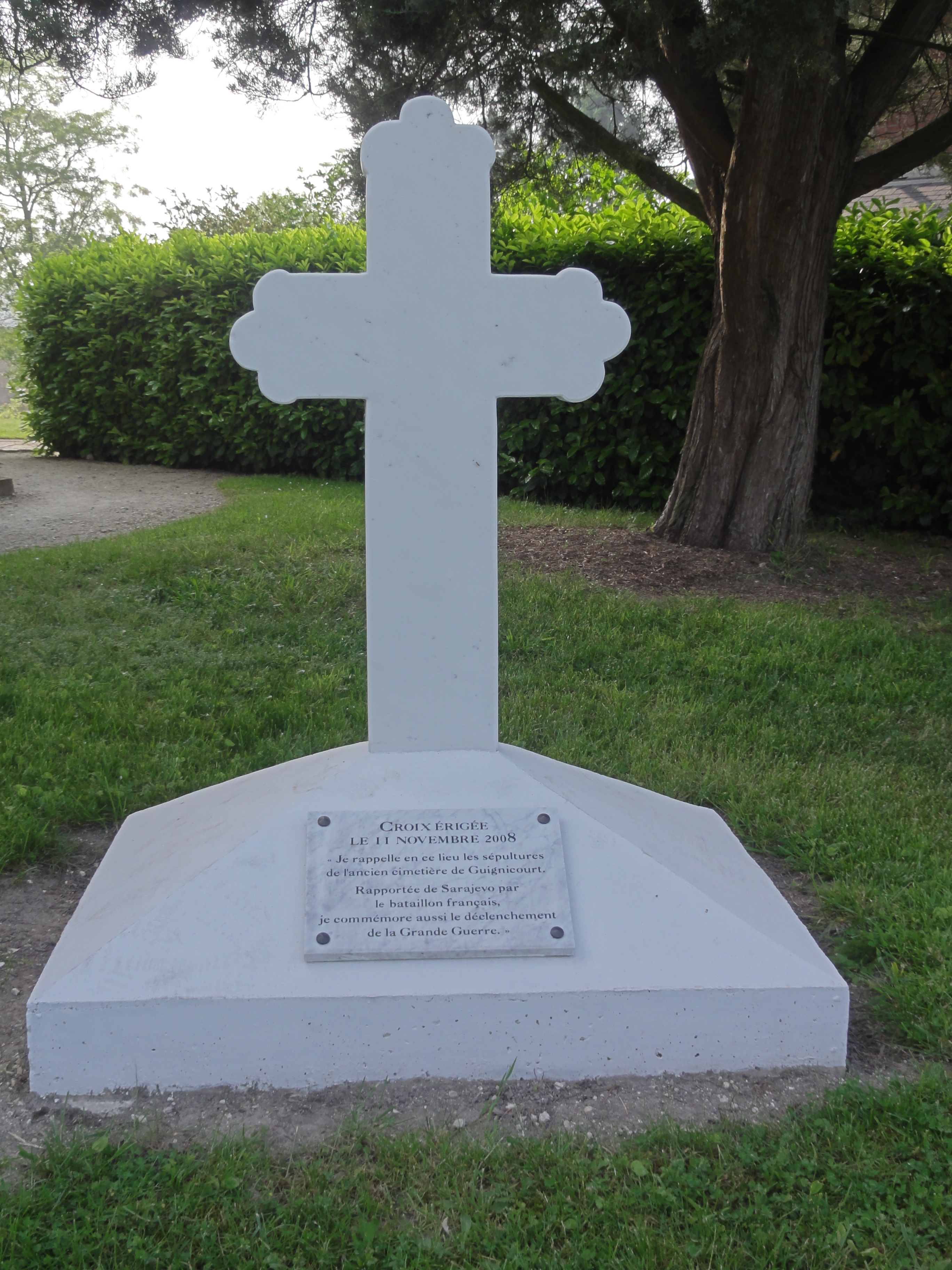
La Croix de Sarajevo.
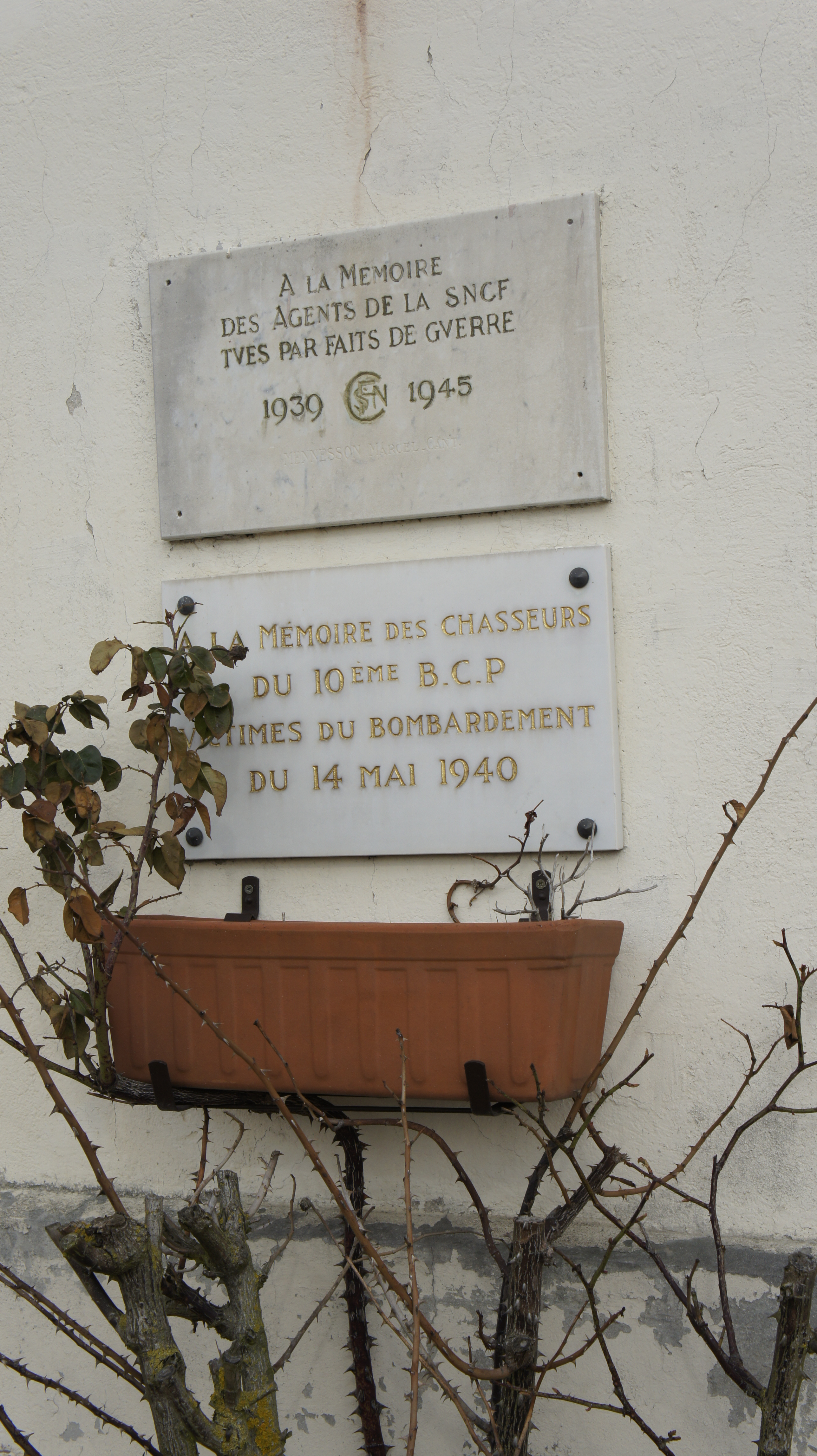
Plaques de la gare.

Trois zones naturelles d'intérêt écologique, faunistique et floristique (ZNIEFF) sont situés partiellement sur le territoire de Guignicourt : le bois de Prouvais, le bois en vain de Guignicourt (ex bois Claque-dents) et le lit mineur de l'Aisne.
Les berges de l'Aisne et la voie verte Evergnicourt - Guignicourt sur le tracé de l'ancienne ligne des chemins de fer de la Banlieue de Reims de Soissons à Rethel sont des parcours de randonnée.

### Personnalités liées à la commune
- Aubert de Guignicourt (Aubertus Clerici), né à Guignicourt, procureur à la cour pontificale d'Avignon au temps de Jean XXII, (première moitié du XIVe siècle) et fondateur en 1345 d'un collège à Soissons en faveur des membres de sa famille et de son bourg natal de Guignicourt, hospital de pouvres escoliers sous le vocable de Sainte-Catherine et sous la direction d'habitants de Guignicourt[68].
- Gérard Dupont, dresseur de chevaux et meneur d'attelages, champion du monde d'attelage par équipe en 1996, champion de France d'attelage individuel en 1997 et 2003[69],[70].

### Héraldique
| Blason de Guignicourt | Blason  | D'azur à trois aigles impériales d'argent, celles du chef adossées. Ornements extérieursCroix de guerre 1914-1918 |
| Blason de Guignicourt | Détails | Commune déléguée intégrée à la commune nouvelle de Villeneuve-sur-Aisne depuis le 1er janvier 2019. Plusieurs variations ont été utilisées par la commune, mais celle-ci est la plus plausible au vu du logo de la commune et du club local de football. |